# نيل بوتير
نيل بوتير (بالإنجليزية: Neal Potter)‏ هو موظف مدني وسياسي أمريكي، ولد في 22 مارس 1915 في مقاطعة أرلنغتون في الولايات المتحدة، وتوفي في 27 مايو 2008 في غايثرسبيرغ في الولايات المتحدة. حزبياً، نشط في الحزب الديمقراطي. وقد انتخب المدير التنفيذي لمقاطعة مونتغومري ‏ (3 ديسمبر 1990 – 7 ديسمبر 1994).